# بوتنهایلینگن
بوتنهایلینگن (به آلمانی: Bothenheilingen) یک شهر در آلمان است که در اونستروت-هاینیش واقع شده‌است. بوتنهایلینگن ۴۹۳ نفر جمعیت دارد.